# Lang Lang
Lang Lang (郎朗,Láng Lǎng, ”himlens klarhet”), född 14 juni 1982 i Shenyang, Liaoning, Folkrepubliken Kina, är en kinesisk konsertpianist, bosatt i New York. Han har uppträtt med ledande orkestrar i Europa, USA och i Kina, och har vunnit världsrykte för sina konserter, inspelningar och tv-framträdanden. Den internationella stiftelse han grundade i New York 2008 har som syfte att främja barns och unga musikers intresse för den västerländska konstmusiken.

## Ungdomsåren
Lang Lang föddes i Shenyang i provinsen Liaoning i nordöstra Kina. Fadern Lang Guoren (郎国任) är även han musiker med det kinesiska stränginstrumentet erhu som specialitet. Enligt Lang Lang själv ska han ha börjat spela piano efter att vid två års ålder hört den s.k. Kattkonserten i ett avsnitt av Tom och Jerry där Tom spelar Franz Liszts Ungerska rapsodi nr 2 i ciss-moll. Vid tre års ålder började han ta lektioner för professor Zhu Ya-Fen vid konservatoriet i hemstaden. När han var fem år gjorde han sitt första offentliga framträdande på pianotävlingen i Shenyang, då han kom på första plats.
Lang antogs senare som elev vid Pekings centrala musikkonservatorium, där han som lärare hade Zhao Ping-Guo. År 1993 vann han Xing Hai Cup-pianotävlingen i Peking och 1994 tog han första pris vid fjärde Internationella tävlingen för unga pianister i Ettlingen, Tyskland. När han var tretton år gammal, 1995, spelade han Frédéric Chopins krävande etyder (op. 10 och op. 25) i Pekings konserthus. Samma år vann han Internationella Tjajkovskij-tävlingen för unga musiker i Japan för sitt framförande av Chopins andra pianokonsert tillsammans med Moskvas Filharmoniska Orkester; detta framträdande sändes också på tv av NHK. Som fjortonåring var han solist vid en konsert tillsammans med Kinas Nationella Symfoniorkester där president Jiang Zemin var närvarande; även denna konsert visades på tv. Året därefter inledde han sina studier för Gary Graffman vid Curtis Institute of Music i Philadelphia.

## Framträdanden och inspelningar

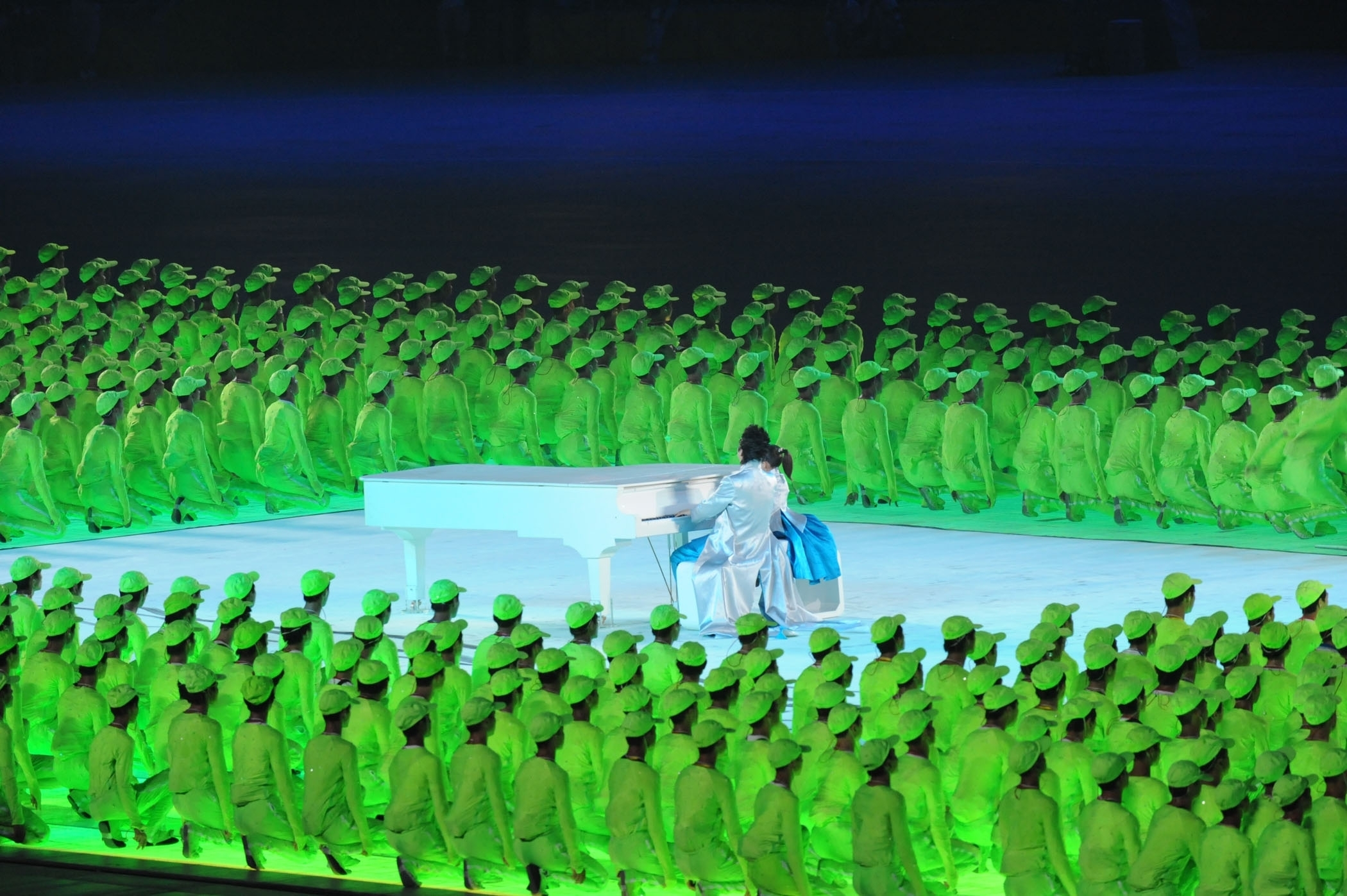
Lang Lang spelar tillsammans med femåriga Li Muzi under invigningen av Olympiska spelen 2008 i Kina.

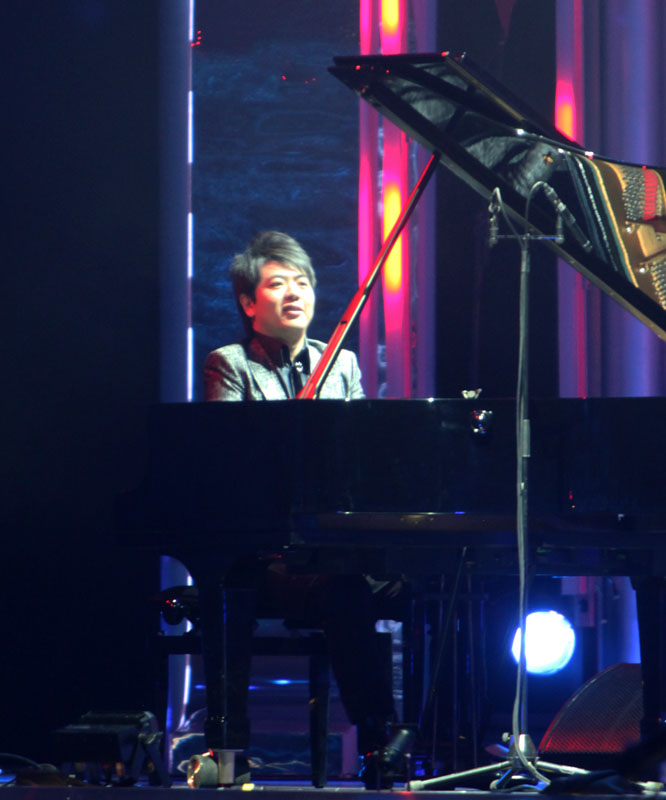
Lang Lang spelar på Nobelkonserten i Oslo 2009 i samband med utdelandet av Nobels fredspris.

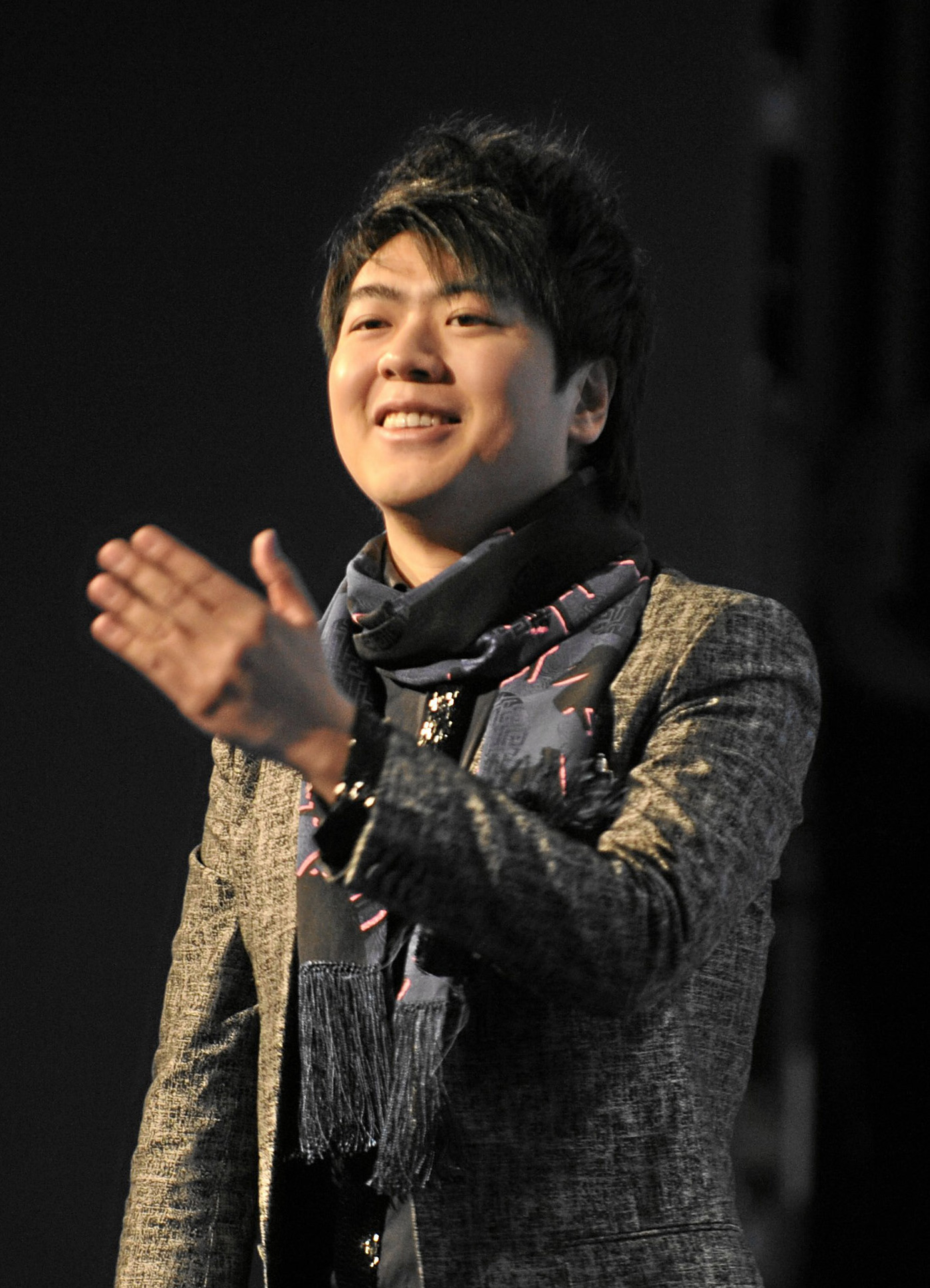
Lang Lang efter att ha framträtt vid den årliga World Economic Forum-sammankomsten i Davos 2010.

Lang har gett uppmärksammade soloframträdanden och konserter i åtskilliga större städer. Han är den förste kinesiske pianist som har anlitats av såväl Berlinerfilharmonikerna och Wienerfilharmonikerna som av de främsta symfoniorkestrarna i USA. Efter en utsåld debutkonsert vid Carnegie Hall 2001 tillsammans med Yuri Temirkanov reste han till Beijing med Philadelphia Orchestra på dess 100-årsturné. Samma år gjorde han sin debut på BBC Proms, vilket fick en musikkritiker vid den brittiska tidningen The Times att skriva: ”Lang Lang tog den utsålda Royal Albert Hall med storm ... Det här kan mycket väl ha varit en historisk händelse.” Han återkom 2003 till BBC Proms för First Night-konserten med Leonard Slatkin. Efter ett framträdande med Berlinerfilharmonikerna skrev Berliner Zeitung: ”Lang Lang är en superb musikalisk artist vars konstnärliga anslag alltid är i musikens tjänst.”
Lang är ledande solist i musiken till filmen Kärlekens slöja (The Painted Veil) från 2006, vilken vann en Golden Globe i sin klass. Han hörs även i soundtracket till det kinesiska dramat The Banquet från 2006. Han har gjort inspelningar för skivbolagen Deutsche Grammophon och Telarc International Corporation. Hans album med Beethovens första respektive fjärde pianokonsert med Orchestre de Paris under ledning av Christoph Eschenbach hamnade på första plats i Classical Billboard Chart.
Han spelade 2008 på Mike Oldfields album Music of the Spheres. 2010 värvades han av Sony för en summa som uppges ha uppgått till tre miljoner dollar. Lang deltog i december 2008 i Googles och YouTubes projekt YouTube Symphony Orchestra, för vilken han har utnämnts till ambassadör. Lang har också gjort inspelningar av flera pianostycken, de flesta inom den klassiska genren, för soundtracket till videospelet Gran Turismo 5.
Lang har uppträtt för åtskilliga internationella digniteter.  Han var gästande solist vid Nobelpriskonserten i Stockholm i december 2007 samt vid 2009 års Nobelprisceremoni för fredspristagaren Barack Obama och även på den efterföljande konserten i Oslo.
Lang deltog i den inledande konserten till World Cup i Münchens olympiska stadium tillsammans med Mariss Jansons. Han spelade också vid finalen till UEFA European Football Championship (Europamästerskapet i fotboll) 2008 tillsammans med Wienerfilharmonikerna under ledning av Zubin Mehta framför slottet Schönbrunn. Han uppträdde i öppningsceremonin för Olympiska sommarspelen 2008 i Beijing. Bland övriga framträdanden märks också hans öppningsnummer till Last Night of the Proms i Royal Albert Hall i London 2011.

## Spelstil
Lang har internationellt vunnit erkännande av en rad musiker och kritiker. Dirigenten Jahja Ling menade att ”Lang Lang är speciell genom sin totala behärskning av pianot … Han har stil och utmärkt kommunikativ förmåga.” En musikkritiker i Chicago Tribune beskrev honom som ”den störste, mest spännande unge klaverbegåvning jag har stött på under de många år jag bevistat pianosolistframföranden.” National Public Radio’s Morning Edition kommenterade att ”Lang Lang har erövrat den klassiska världen med sin bländande teknik och utstrålning.” Det brukar framhållas att Lang har benen i två världar i egenskap av både klassiskt underbarn och rock-liknande superstjärna. Journalisten vid The Times, Emma Pomfret, skrev angående detta: ”Jag kan inte komma på någon annan klassisk artist som har lyckats förvärva Lang Langs breda attraktion utan att göra sig löjlig.”
Men Langs framträdanden har också kritiserats. Hans stil har beskrivits dels som en blandning av ”degiga rytmer och tung frasering”, dels som ”genuint tråkig”, ”helt enkelt dålig” och ”outhärdlig”. Kritiker som upplever hans spel som vulgärt och känslolöst har gett honom öknamnet ”Bing Bang”. Pianisten Earl Wild har kallat honom ”pianots J. Lo”. Andra har beskrivit hans spelstil som omogen, även om de berömmer hans förmåga att ”erövra stora skaror med sitt ungdomliga övermod”. Hans sätt att spela, med ”rasande hastighet och dånande kraft”, har också kritiserats för sina ”tendenser till våghalsighet” och sin ”extrema dynamik och rytm”.
Hans tillväxt som musiker under senare år har dock också uppmärksammats. The New Yorker framhöll att ”den översvallande Lang Lang håller på att mogna som artist.” När tidskriften Time i april 2009 införlivade Lang Lang i sin lista över de 100 mest inflytelserika personerna i världen beskrev musikern Herbie Hancock dennes spel som ”så känsligt och så djupt mänskligt”: ”Man hör honom spela och han upphör aldrig att röra vid ens hjärta.” Christopher McDougall vid Esquire skrev att ”[Langs] tolkningar inte bara är känslouttryck utan känslorna själva. Stephen Brookes vid The Washington Post menade att Langs karakteristiska ”kinetiska uppvisning” – han har ett översvallande kroppsspråk då han spelar – också har varit ”kul att se”, eftersom ”bakom all denna gymnastik uppenbarligen pågår ett seriöst musikaliskt tänkande”.

## Lang Lang i media
Lang har gjort ett flertal tv-framträdanden i bl.a. amerikanska program som The Today Show, The Tonight Show with Jay Leno, Good Morning America, The Early Show och 60 Minutes. Han har uppmärksammats i en rad nyhets- och livsstilstidningar som The New Yorker, Esquire, Vogue (Tyskland), The Times (London), Financial Times, GQ, Die Welt, Reader's Digest och People. Han förekom som ovan nämnts 2009 på Times lista över världens mest inflytelserika personer.
Lang Lang är huvudperson i den prisbelönta tysk-österrikiska dokumentären Pianomania. Hans självbiografi, ”Journey of a Thousand Miles” – titeln syftar på ett välkänt kinesiskt ordspråk: ”En tusenmilaresa börjar med ett enda steg” – utgavs 2008 på åtta språk. En särskild version av biografin riktad till yngre läsare gavs ut under titeln '”Playing with Flying Keys” (”Att spela med flygande tangenter”).

## Lang-stiftelsen
Lang ser det som sin mission att sprida den klassiska musiken runtom i världen med särskilt fokus på utbildning av barn och unga musiker. Han startade i oktober 2008 Lang Lang International Music Foundation i New York med stöd av bl.a. Unicef. Stiftelsens uttalade syfte är att berika barns liv genom en djupare förståelse och uppskattning av klassisk musik och genom att inspirera och ekonomiskt stödja nästa generation musiker.

## Utmärkelser
Lang har erhållit åtskilliga utmärkelser och priser. Unicef utnämnde honom redan 2004 till International Goodwill Ambassador. 2008 utsåg National Academy of Recording Arts and Sciencies i USA honom till sin kinesiske kulturambassadör. Han utsågs 2010 till officiell ambassadör för Shanghai Expo. Den kinesiska regeringen utnämnde 2011 honom till vice-ordförande i All-China Youth Federation. Lang blev i juni 2011 världsambassadör för Telefónica, ett uppdrag som innebär samarbete med bolaget i frågor som kultur, teknologi, utbildning och socialt ansvarstagande. Han upptogs 2012 i tidskriften Gramophones Hall of Fame.